# Route nationale 191
Pour les articles homonymes, voir Route 191.

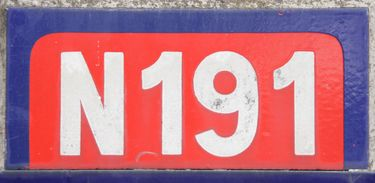
Cartouche de la N 191

La route nationale 191, ou RN 191, est une ancienne route nationale française  reliant Corbeil-Essonnes à Ablis, déclassée sur la majorité de son parcours en RD 191.
Cet axe (avec ses « antennes » vers Melun (D 372) et Fontainebleau (D 837) constitue une option de remplacement de plus en plus prisée des automobilistes pour éviter la Francilienne souvent saturée dans sa partie sud.

## Historique
Cette route, comme toutes les autres routes nationales françaises de 1 à 200, a été créée en 1824 à l'occasion de la renumérotation des routes impériales.
Jusqu'en 1949, elle avait un tronçon propre de Rambouillet à Ablis. Il devint commun avec la route nationale 10 lorsque cette dernière fut déviée de son tracé originel via Maintenon, tracé repris par la RN 306.
Jusqu'au milieu des années 1990, la RN 191 comportait un tronçon entre Les Essarts-le-Roi et Épône, qui fut déclassé en RD 191.

## Itinéraire
- Carrefour giratoire entre RN 191, A10 et RD 291
- RD 4/C3 : Chatignonville, Allainville-aux-Bois
- C1/C2 : Allainville-aux-Bois, Souplainville, Obville, Hattonville
  -  Parking
- Paray-Douaville, Hattonville
- 1 : Coopérative Agricole
- : Le Petit Orme, Z.I. de Paray, Gare de Paray
- RD 116 : Boinville-le-Gaillard, Orsonville, Auneau, Aunay-sous-Auneau
- : Ablis, Saint-Arnoult-en-Yvelines, Z.A. d’Albis Ouest (quart-échangeur)
- : Ablis, Auneau, Saint-Arnoult-en-Yvelines, Dourdan (trois-quarts-échangeur)
- Échangeur entre RN 191, RN 10 et RD 910

### De Corbeil à Étampes
Les communes traversées, toutes dans le département de l'Essonne, sont :
- Corbeil-Essonnes (km 0)
- Mennecy (km 8)
- Fontenay-le-Vicomte (km 11)
- Ballancourt-sur-Essonne (km 14)
- La Ferté-Alais (km 20)
- Cerny (km 22)
- Boissy-le-Cutté (km 25)
- Mesnil-Racoin
- Étampes (km 36)

### D'Étampes à Ablis
Les communes traversées sont :
- Boutervilliers (km 44) (Essonne)
- Plessis-Saint-Benoist (km 48)
- Authon-la-Plaine (km 52) (Essonne)
- Garancières-en-Beauce (Eure-et-Loir)
- Allainville (km 57) (Yvelines) D 291, puis N 191
- Paray-Douaville (km 58)
- Orsonville (km 61)
- Ablis (km 66) (Yvelines) N 191

### Ancien tracé d'Ablis à Épône (N 10, D 191)
Les communes traversées étaient :
- Rambouillet N 10  (km 80)
- Le Perray-en-Yvelines (km 86)
- Les Mesnuls (km 96)
- Mareil-le-Guyon (km 100)
- Beynes (km 109)
- Mareil-sur-Mauldre (km 114)
- Maule (km 116)
- Nézel (km 120)
- Épône (km 122)